# Chimica organica

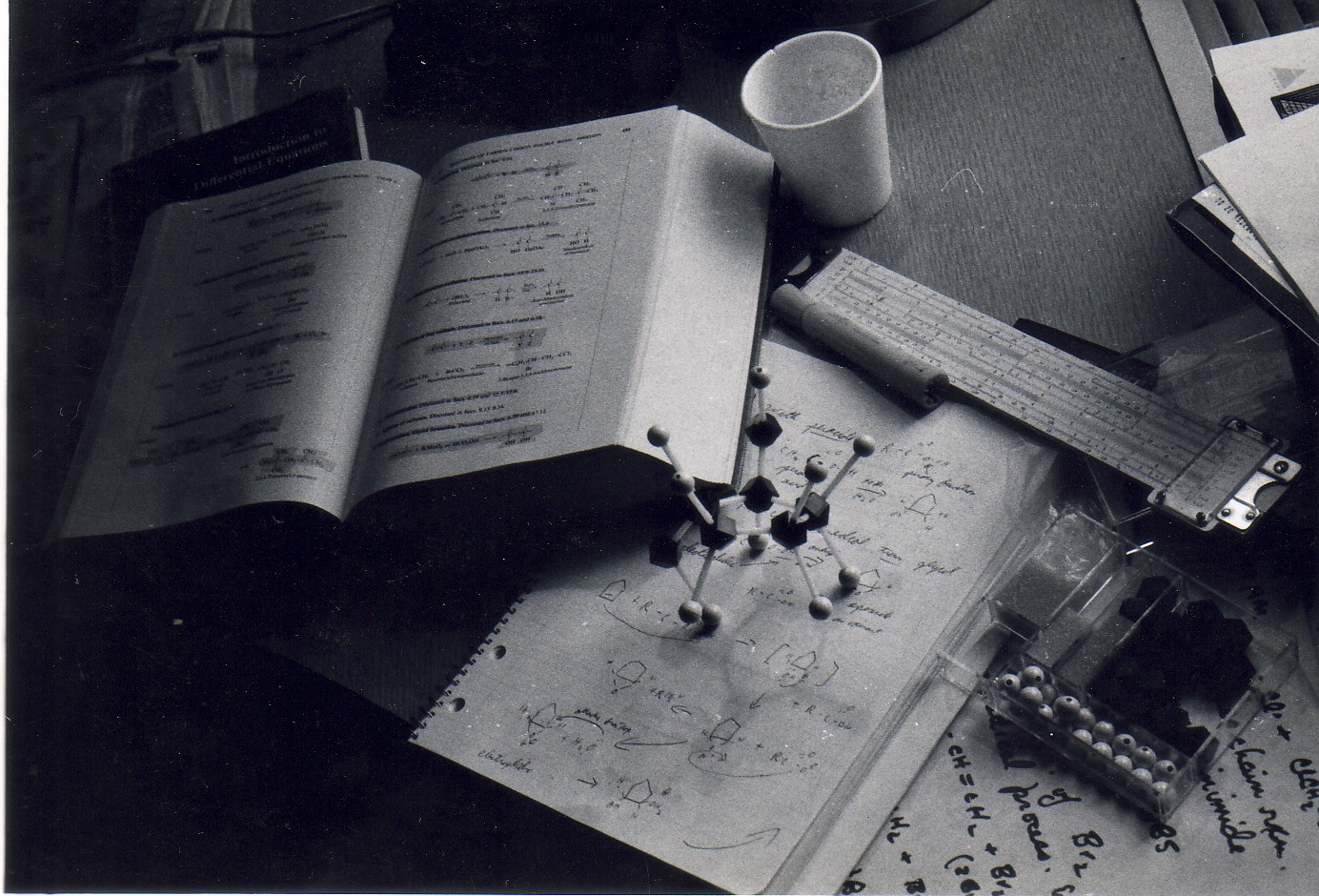
Un modello molecolare, un libro e degli appunti di chimica organica

La chimica organica si occupa delle caratteristiche chimiche e fisiche delle molecole organiche. Si definiscono convenzionalmente composti organici i composti del carbonio con eccezione degli ossidi, monossido e diossido, e dei sali di quest'ultimo: anione idrogenocarbonato ed anione carbonato rispettivamente, derivati solo formalmente dall'acido carbonico (in realtà inesistente in soluzione acquosa), oltre ad altre piccole eccezioni.
La grande capacità di legame dell'atomo di carbonio consente un gran numero di legami diversi con altri atomi. Mentre molte sostanze inorganiche non vengono modificate dall'influenza della temperatura e dei reagenti catalitici, le reazioni organiche avvengono spesso a temperatura ambiente o a temperature leggermente elevate con quantità catalitiche di reagenti. La formazione della moltitudine di sostanze naturali (coloranti vegetali e animali, zuccheri, grassi, proteine, acidi nucleici) e, in ultima analisi, degli organismi viventi conosciuti si basa anche su questa capacità di legarsi.
Oltre al carbonio, le molecole organiche contengono spesso idrogeno, ossigeno, azoto, zolfo e alogeni come elementi; la struttura chimica e i gruppi funzionali sono alla base della diversità delle singole molecole.
Nell'analisi organica, le singole sostanze vengono prima separate fisicamente da una miscela di sostanze e caratterizzate (punto di fusione, punto di ebollizione, indice di rifrazione), quindi vengono determinati la composizione elementare (analisi elementare), la massa molecolare e i gruppi funzionali (con l'aiuto di reagenti chimici, NMR, spettroscopia IR e UV).
L'effetto dei reagenti (acidi, basi, sostanze inorganiche e organiche) sulle sostanze organiche viene analizzato per determinare le regolarità dei reagenti chimici su determinati gruppi funzionali e gruppi di sostanze.
La chimica organica sintetizza sostanze organiche naturali (ad esempio zuccheri, peptidi, coloranti naturali, alcaloidi, vitamine) e sostanze organiche sconosciute in natura (plastiche, scambiatori di ioni, farmaci, pesticidi, fibre sintetiche per l'abbigliamento).
Negli ultimi 150 anni, gli sviluppi della chimica organica hanno avuto un impatto significativo sulla salute umana, sull'alimentazione, sull'abbigliamento e sulla varietà dei beni di consumo disponibili. Ha contribuito in modo determinante alla prosperità dell'umanità.

## Storia

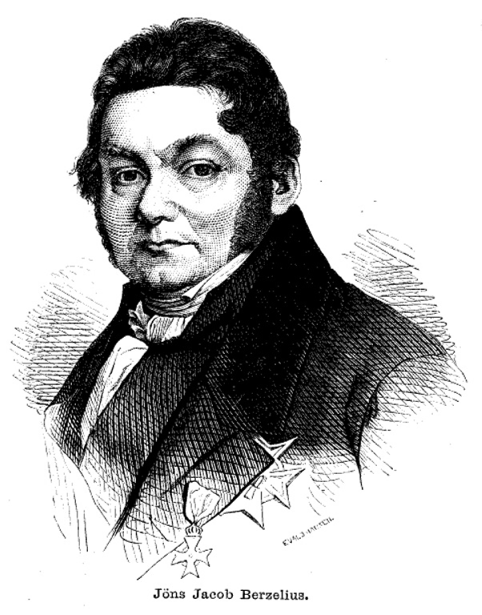
Jöns Jacob Berzelius

Il termine "chimica organica" fu adottato per la prima volta nel 1807 da Jöns Jacob Berzelius. L'aggettivo "organica" fu inizialmente legato al fatto che questa branca della chimica studiava composti più o meno complessi estratti da organismi viventi, vegetali o animali, o dai loro metaboliti. Tale definizione fu abbandonata a favore di quella sopra esposta nel 1828, quando il chimico tedesco Friedrich Wöhler per primo riuscì nella sintesi di un composto organico (l'urea) a partire da composti inorganici, dimostrando così che le sostanze prodotte in laboratorio a partire da composti inorganici erano in tutto identiche a quelle, aventi la medesima struttura, isolate da organismi viventi e confutando quindi l'ipotesi vitalistica, che voleva le sostanze "organiche" in qualche modo peculiari a causa della loro origine biologica.
Nel 1861 August Kekulé identificò la chimica organica come "lo studio dei composti del carbonio".
L'era dell'industria farmaceutica iniziò nell'ultimo decennio del XIX secolo, quando l'azienda tedesca Bayer produsse per la prima volta l'acido acetilsalicilico, più comunemente noto come aspirina. Nel 1910 Paul Ehrlich e il suo gruppo di laboratorio iniziarono a sviluppare l'arsfenamina a base di arsenico (Salvarsan), come primo trattamento medico efficace della sifilide, dando così inizio alla pratica medica della chemioterapia. Ehrlich rese popolari i concetti di "proiettile magico" e di miglioramento sistematico delle terapie farmacologiche. Il suo laboratorio diede contributi decisivi allo sviluppo dell'antisiero per la difterite e alla standardizzazione dei sieri terapeutici.
Un esempio di molecola organometallica, un catalizzatore chiamato catalizzatore di Grubbs. La sua formula è spesso indicata come RuCl2(PCy3)2(=CHPh), dove il modello a sfera si basa sulla cristallografia a raggi X. Il singolo atomo metallico di rutenio (Ru), (in turchese), è al centro della struttura; due clorine (verdi) sono legate all'atomo di rutenio; gli atomi di carbonio sono neri, gli idrogeni grigio-bianchi e il fosforo arancione. Un legame fosforo-ligando, la tricicloesilfosfina, PCy, si trova sotto il centro; (un altro ligando PCy appare nella parte superiore dell'immagine, dove i suoi anelli si oscurano a vicenda). Il gruppo ad anello che sporge a destra, un alchilidene, contiene un doppio legame metallo-carbonio con il rutenio.
I primi esempi di reazioni e applicazioni organiche sono stati spesso trovati grazie a una combinazione di fortuna e preparazione a osservazioni inaspettate. Nella seconda metà del XIX secolo, tuttavia, si è assistito a studi sistematici sui composti organici. Lo sviluppo dell'indaco sintetico è esemplificativo. La produzione di indaco da fonti vegetali è scesa da 19.000 tonnellate nel 1897 a 1.000 tonnellate nel 1914 grazie ai metodi sintetici sviluppati da Adolf von Baeyer.
Nel 2002, 17.000 tonnellate di indaco sintetico sono state prodotte da prodotti petrolchimici. All'inizio del XX secolo è stato dimostrato che i polimeri e gli enzimi sono grandi molecole organiche e che il petrolio è di origine biologica.
La sintesi in più fasi di composti organici complessi è chiamata sintesi totale. La sintesi totale di composti naturali complessi è aumentata in complessità fino al glucosio e al terpineolo. Ad esempio, i composti legati al colesterolo hanno aperto la strada alla sintesi di ormoni umani complessi e dei loro derivati modificati. Dall'inizio del XX secolo, la complessità delle sintesi totali è aumentata fino a includere molecole di elevata complessità come l'acido lisergico e la vitamina B12.

## Idrocarburi ed eteroatomi

Alcuni esempi di idrocarburi (in particolare alcani).

I composti organici costituiti solo da atomi di idrogeno (H) e carbonio (C) sono detti idrocarburi; ad esempio il metano, avente formula chimica CH4, è il più semplice degli idrocarburi.
Altri elementi, spesso presenti nelle molecole organiche, sono denominati collettivamente "eteroatomi" e sono l'ossigeno, l'azoto, il fosforo, lo zolfo, il boro, gli alogeni (fluoro, cloro, bromo e iodio) ed anche altri elementi semimetallici, nonché alcuni metalli in grado di formare composti di coordinazione col carbonio stesso.
In particolare, i composti organici contenenti atomi metallici direttamente legati ad atomi di carbonio sono detti metallorganici od organo-metallici; tra i metallorganici si annoverano gli organo-litio, -sodio, -magnesio, -manganese, -mercurio, -piombo, -tallio, -zinco. I composti ciclici, il cui anello contiene uno o più eteroatomi, sono invece definiti "eterociclici".

## Sistematica organica
L'approccio più classico allo studio della chimica organica consiste nel raggruppare i composti in classi di sostanze che presentano un medesimo gruppo funzionale, definendo così una serie omologa. I composti che fanno parte di una stessa classe possiedono la stessa composizione e le stesse proprietà chimiche, mentre le loro proprietà chimico-fisiche (come punto di fusione, tensione di vapore etc.) variano in funzione del peso molecolare.
All'interno di questa classificazione gli alcani rappresentano la famiglia di composti più semplice, essendo formati solamente da atomi di carbonio e idrogeno che instaurano tra loro un legame semplice. Alcheni e alchini sono simili agli alcani, ma presentano rispettivamente doppi e tripli legami. Queste tre classi di composti rappresentano gli idrocarburi alifatici, che si differenziano dagli idrocarburi aromatici (come il benzene) per il fatto di non possedere aromaticità. Man mano che si vanno aggiungendo altri elementi chimici differenti dal carbonio e dall'idrogeno, si tende ad ottenere molecole più complesse. Gli alogenuri alchilici sono derivati direttamente dagli idrocarburi alifatici aggiungendo atomi di alogeno; allo stesso modo, dagli idrocarburi aromatici si ottengono gli alogenuri arilici.
Carbonio, idrogeno e ossigeno possono formare due classi di composti caratterizzati dal gruppo ossidrilico (-OH): gli alcoli e i fenoli (composti aromatici). Questi tre elementi possono formare anche gli eteri, composti caratterizzati da un legame R-O-R', e composti ciclici noti come epossidi. L'ossigeno può anche legarsi al carbonio con un doppio legame, formando aldeidi (R-CHO) e chetoni (R-CO-R'); la contemporanea presenza di un gruppo -OH porta inoltre alla formazione degli acidi carbossilici (R-COOH). Negli alogenuri acilici, che sono dei derivati degli acidi carbossilici, il carbonile (C=O) è legato a un atomo di alogeno. Altri importanti derivati degli acidi carbossilici sono gli esteri, composti caratterizzati dalla presenza del gruppo estereo -COOR.
Con l'azoto, un altro importante eteroatomo, si possono ottenere i nitrili (R-C≡N), le ammidi (R-CONH2), i nitrocomposti (R-NO2) e le ammine (R-NH2), le basi della chimica organica. I composti che presentano sia il gruppo amminico che quello carbossilico sono definiti amminoacidi.
Tra le biomolecole si hanno infine i carboidrati, le proteine, i lipidi e gli acidi nucleici.

## Meccanismi di reazione in chimica organica
Le sostanze organiche reagiscono in modo caratteristico in base alla loro natura e alla presenza di determinati gruppi funzionali, oltre che in funzione delle condizioni di reazione (tipo di solvente usato, temperatura, pH etc.). I meccanismi di reazione maggiormente diffusi in chimica organica sono i seguenti:
- sostituzione radicalica;
- sostituzione nucleofila (alifatica e aromatica);
- reazione di addizione (elettrofila, nucleofila, radicalica, periciclica);
- reazione di eliminazione;
- reazione di riarrangiamento.

## Metodi fisici
Un problema particolarmente importante, riscontrato tipicamente in chimica organica, consiste nella determinazione delle strutture molecolari dei composti organici. Data la svariata varietà di isomeri strutturali che è possibile associare ad un'unica formula molecolare, che può essere ricavata preliminarmente tramite analisi elementare, si possono ben comprendere le difficoltà coinvolte. Non bisogna inoltre dimenticare la possibilità che esistano anche degli eventuali stereoisomeri.
Allo scopo di facilitare questo lavoro di indagine si è soliti ricorrere alla spettroscopia e alla spettrometria di massa, combinando opportunamente i dati sperimentali ottenuti utilizzando un'apposita miscellanea di queste tecniche. Queste due tipologie di tecniche sfruttano principi e strumentazioni differenti, così come è differente l'informazione che sono in grado di fornire. Le tecniche spettroscopiche si basano sull'assorbimento di energia, secondo le regole dettate dalla meccanica quantistica, sotto forma di una ben determinata lunghezza d'onda che dipende dalla natura del legame chimico coinvolto; la spettrometria di massa sfrutta invece la frammentazione delle grosse molecole, con formazione di frammenti più piccoli facilmente riconoscibili.
Entrando più nello specifico, i metodi fisici più comunemente utilizzati in chimica organica sono i seguenti:
- spettrometria di massa, per determinare le dimensioni e la struttura globale;
- spettroscopia infrarossa, consente di individuare i diversi gruppi funzionali presenti;
- spettroscopia ultravioletta, per mettere in evidenza eventuali sistemi π coniugati;
- spettroscopia di risonanza magnetica nucleare, per la determinazione dei frammenti di legame in cui sono coinvolti il carbonio (13C NMR) e l'idrogeno (1H NMR).